# エマ・ポロック
エマ・ポロック（Emma Pollock、1972年12月20日 - ）は、スコットランドのシンガーソングライター、ミュージシャンであり、ザ・デルガドス、The Burns Unit、The Fruit Tree Foundationといったバンドの創設メンバーである。

## 略歴
ポロックは、ストラスクライド大学でレーザー科学と光エレクトロニクスを研究し、1993年に理学士（優等）として卒業した。
ザ・デルガドスの創設メンバーである彼女は、バンドの友好的な解散の後、2005年にイギリスの独立したレコード・レーベル4ADとのソロ・レコーディング契約を結んだ。最初のソロ・アルバム『ウォッチ・ザ・ファイヤーワークス』は、2007年9月17日にリリースされた。ポロックは最近、スコットランド系カナダ人によるバンドのThe Burns Unitで、インド&カレドニアのポップ・アーティストであるFuture Pilot A.K.A.、Karine Polwart、King Creosote、マルチ奏者のKim Edgar、ドラマーで音楽プロデューサーのMattie Foulds、ピアニストのMichael Johnston、ラッパーのMC Soom Tとともにレコーディングを行っている。ポロックは、「Cinerama」プロジェクトの一環として、スタジオとライブの両方でデヴィッド・ゲッジ (David Gedge)に協力している。
2010年8月3日、The Burns Unitは、イギリスの適切な流通に乗るデビュー・アルバム『Side Show』をリリースした。バンドのドラマーであるMattie Fouldsがプロデュースした『Side Show』は、ポール・サヴェージ（フランツ・フェルディナンド）にミックスされ、ジョン・アストリーがマスタリングを行った。
ポロックの3枚目のソロ・アルバム『In Search of Harperfield』は、2016年1月29日にケミカル・アンダーグラウンドからリリースされた。

## ディスコグラフィ

### アルバム
- 『ウォッチ・ザ・ファイヤーワークス』 - Watch the Fireworks (2007年)
- The Law of Large Numbers (2010年)
- In Search of Harperfield (2016年)

### シングル、EP
- "Adrenaline" (2007年)
- "Acid Test" (2007年)
- "Paper and Glue" (2007年)
- "I Could Be a Saint" (2010年)
- "Red Orange Green" (2010年)
- "Parks and Recreation" (2016年)

### その他の作品
- The Burns Unit : Side Show (2010年)
- Emma Pollock & RM Hubbert : Tour EP (2012年)[5]

### ミュージック・ビデオ
- "Adrenaline" (2007年) ※Blair Young監督
- "Acid Test" (2007年) ※Lucy Cash監督
- "Paper and Glue" (2007年) ※Moh Azima監督
- "Red Orange Green" (2010年) ※Laura McCullagh監督
- "Parks and Recreation" (2016年) ※Virginia Heath監督